# Political action committee
Political action committee (PAC) – zorganizowana grupa aktywnie wpływająca na wybory kandydatów do ciał przedstawicielskich w Stanach Zjednoczonych, której celem jest wspieranie tych kandydatów, którzy głoszą realizację celów zgodnych z zamierzeniami grupy lub zwalczania tych, którzy sprzeciwiają się tym celom. W odróżnieniu od zwykłych komitetów wyborczych, PAC nie są nastawione na popieranie pojedynczych kandydatów, lecz na forsowanie swoich interesów poprzez wspieranie lub zwalczanie wielu kandydatów.
Prawo amerykańskie nakazuje by każdy PAC przedstawiał finansowy raport wspierania ugrupowań politycznych. Prawo federalne dokładnie określa maksymalną sumę, jaką PAC może wesprzeć inne organizacje:
- maksymalnie 5 000 USD na jednego kandydata w jednych wyborach
- maksymalnie 15 000 USD na jedną partię w jednym roku
- maksymalnie 5 000 USD na jednego członka PAC rocznie

## Super PAC
Nowe "super" PAC to rodzaj komitetów politycznych, które powstały po decyzji Sądu Apelacyjnego USA w sprawie Speechnow v. FEC w 2010 roku. PAC-y te nie przekazują żadnych datków na rzecz kandydatów lub partii, ale dokonują niezależnych wydatków w wyścigach federalnych, prowadząc reklamy, wysyłając pocztę lub komunikując się w inny sposób, popierając wybór lub porażkę konkretnego kandydata. Nie ma żadnych limitów ani ograniczeń dotyczących źródeł funduszy, które mogą być wykorzystane na te wydatki. Komitety te składają regularne raporty finansowe do FEC, które zawierają informacje o ich darczyńcach i wydatkach.